# سونيتينيب
السونيتينيب -الذي يُباع تحت الاسم التجاري سوتينت- هو دواء يُستخدم لعلاج السرطان. وهو جزيء صغير يَعمل كمثبط لمستقبلات كيناز التيروسين (RTK)، وفِق عليه من قبل إدارة الغذاء والدواء الأمريكية (FDA) لعلاج سرطانة الخلايا الكلوية (RCC) وأورام الجهاز الهضمي المقاومة للإيماتينيب (GIST) في 26 يناير 2006. ويُعد السونيتينيب أول دواء للسرطان ووفِق عليه في وقت واحد لداعيين مختلفين للاستعمال.